# Làng cổ đại của miền Bắc Syria
Làng cổ đại của miền Bắc Syria hay còn gọi là các thành phố chết (tiếng Ả Rập: المدن الميتة) hoặc thành phố bị lãng quên (tiếng Ả Rập: المدن المنسية) là một nhóm bao gồm 700 khu định cư bị bỏ hoang ở phía tây bắc Syria, giữa Aleppo và Idlib. Khoảng 40 ngôi làng được nhóm lại trong tám công viên khảo cổ học nằm ở tây bắc Syria cung cấp một cái nhìn sâu sắc về cuộc sống nông thôn trong thời cổ đại và trong thời kỳ Byzantine. Hầu hết các làng này thành lập ngay từ thế kỷ 1 đến 7, và sau đó bị bỏ hoang từ giữa thế kỷ thứ 8 và 10. Các khu định cư bao gồm các di tích kiến trúc được bảo quản tốt của nhà ở, đền thờ ngoại giáo, nhà thờ, bể nước, nhà tắm công cộng, vv.. các Thành phố Chết quan trọng bao gồm thành phố Simeon Stylites, Serjilla và al Bara.
Các Thành phố Chết nằm trong một khu vực đá vôi cao được gọi là cao nguyên Khối núi Belus. Các khu định cư cổ đại này có chiều rộng 20–40 km (12-25 dặm) và dài khoảng 140 km (87 dặm)  Các thành phố chết được chia thành 3 khu vực bao gồm ba nhóm của vùng cao nguyên: Đầu tiên là nhóm phía Bắc của Núi Simeon và núi Kurd; Nhóm thứ hai là nhóm ở núi Harim, nhóm thứ ba là nhóm tại dãy núi Zawiya.

## Hình ảnh

Làng cổ đại của miền Bắc Syria
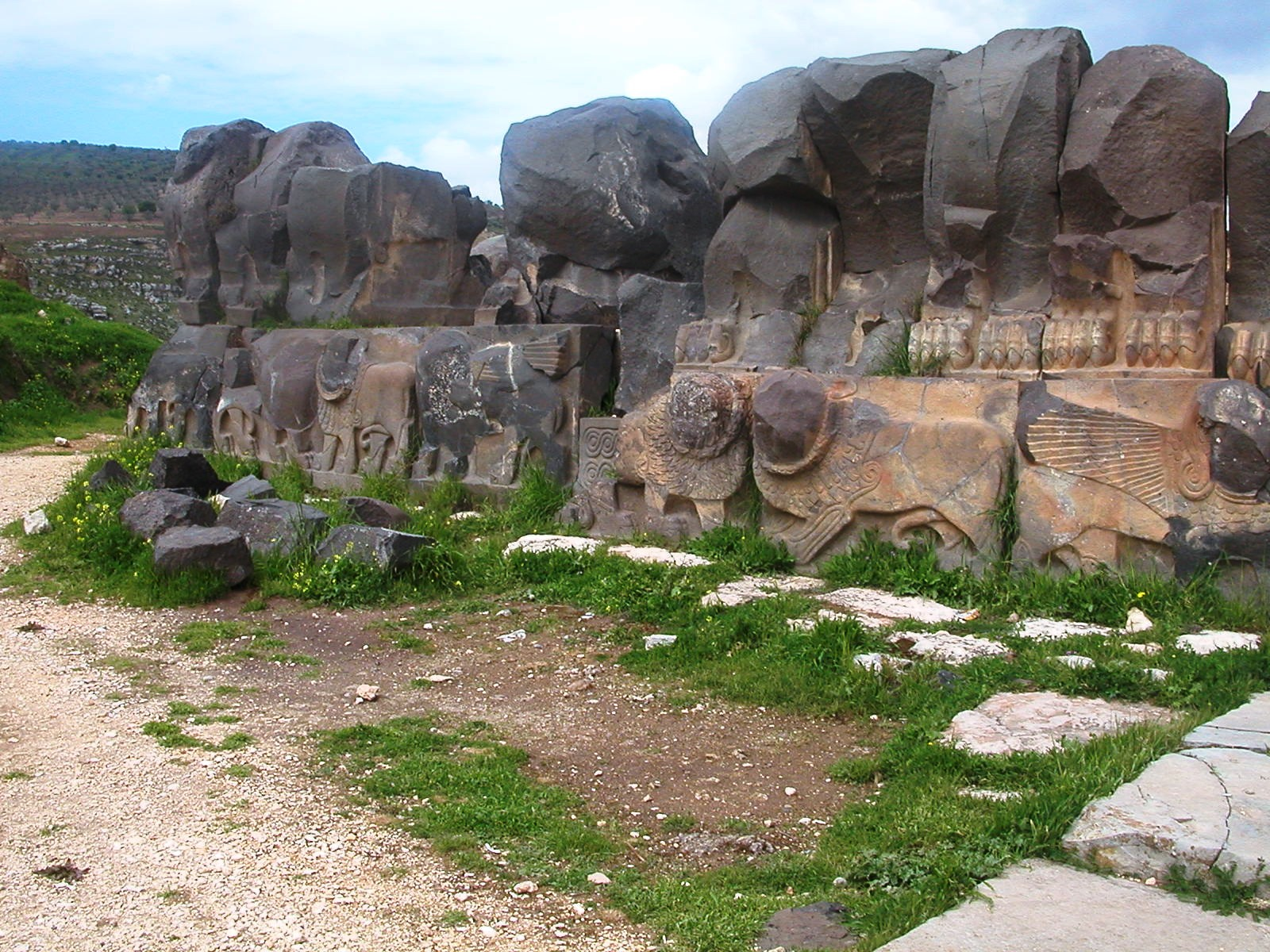
Phần còn lại của Ain Dara
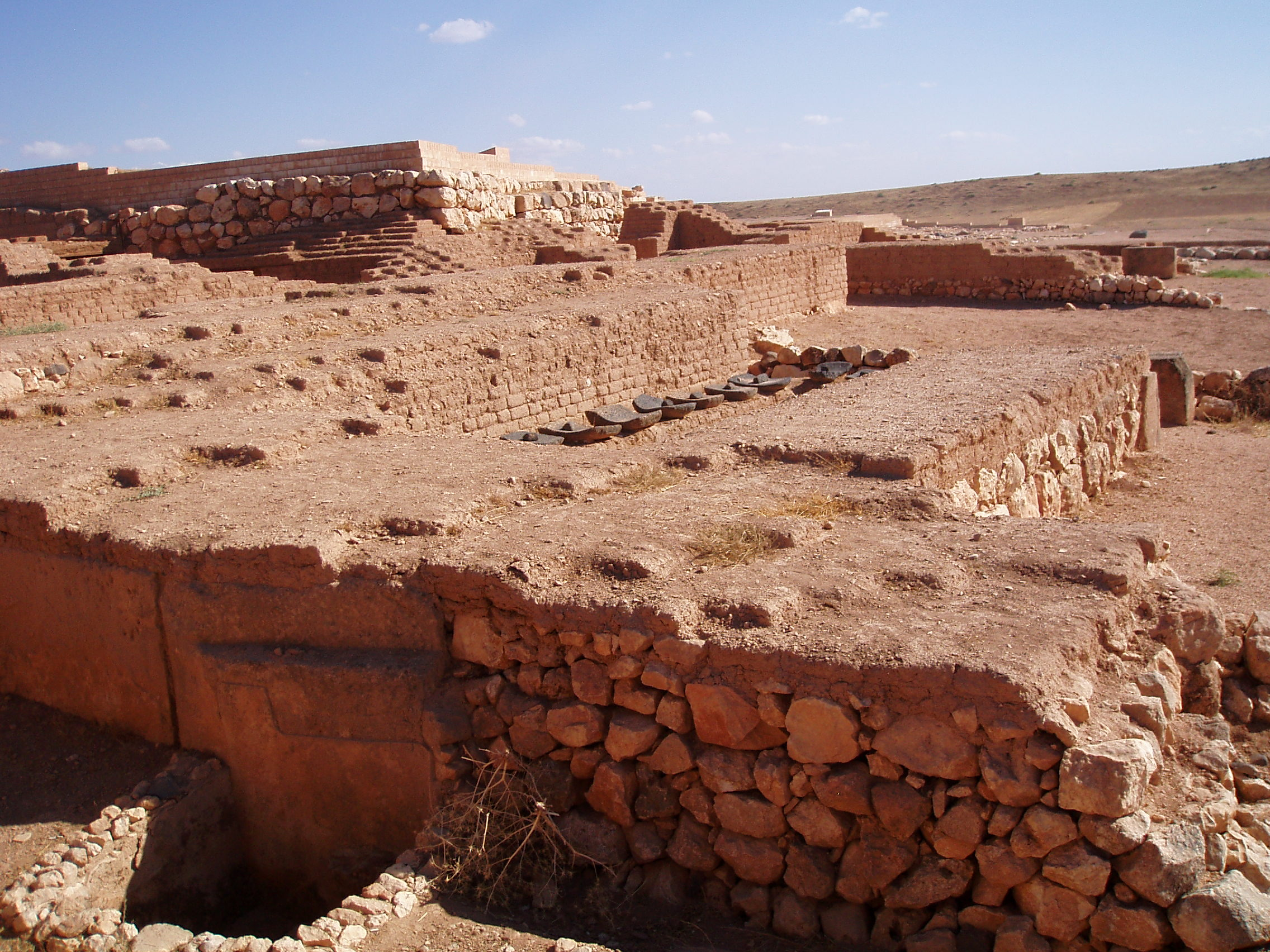
Thành phố cổ Ebla
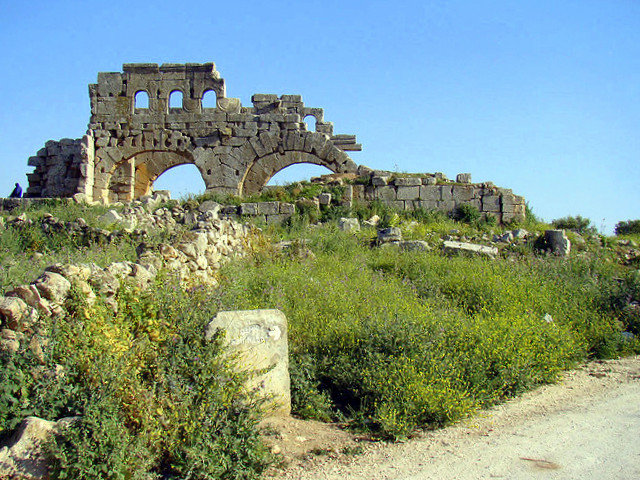
Nhà thờ Maronite ở Brad
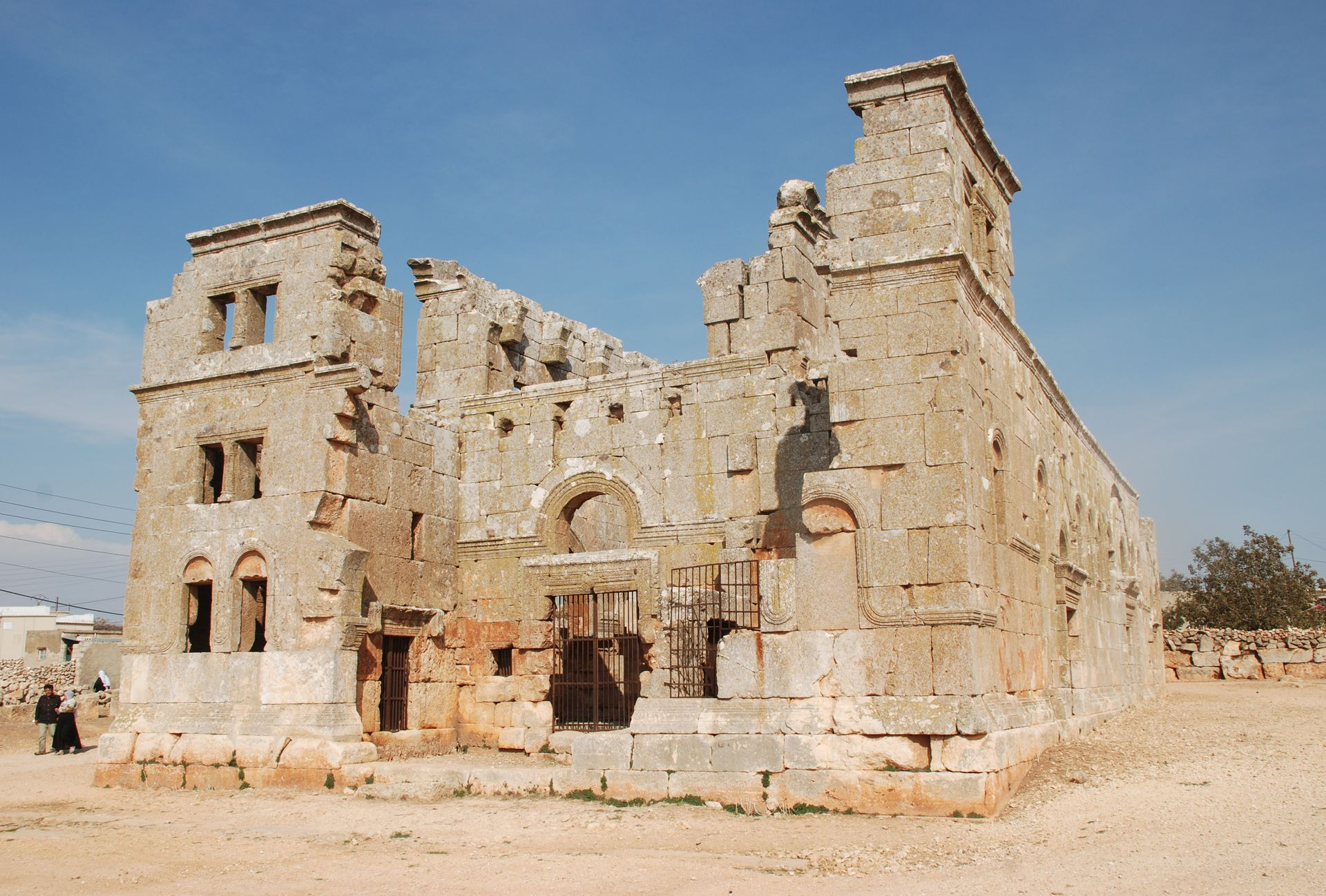
Nhà thờ Qalb Loze
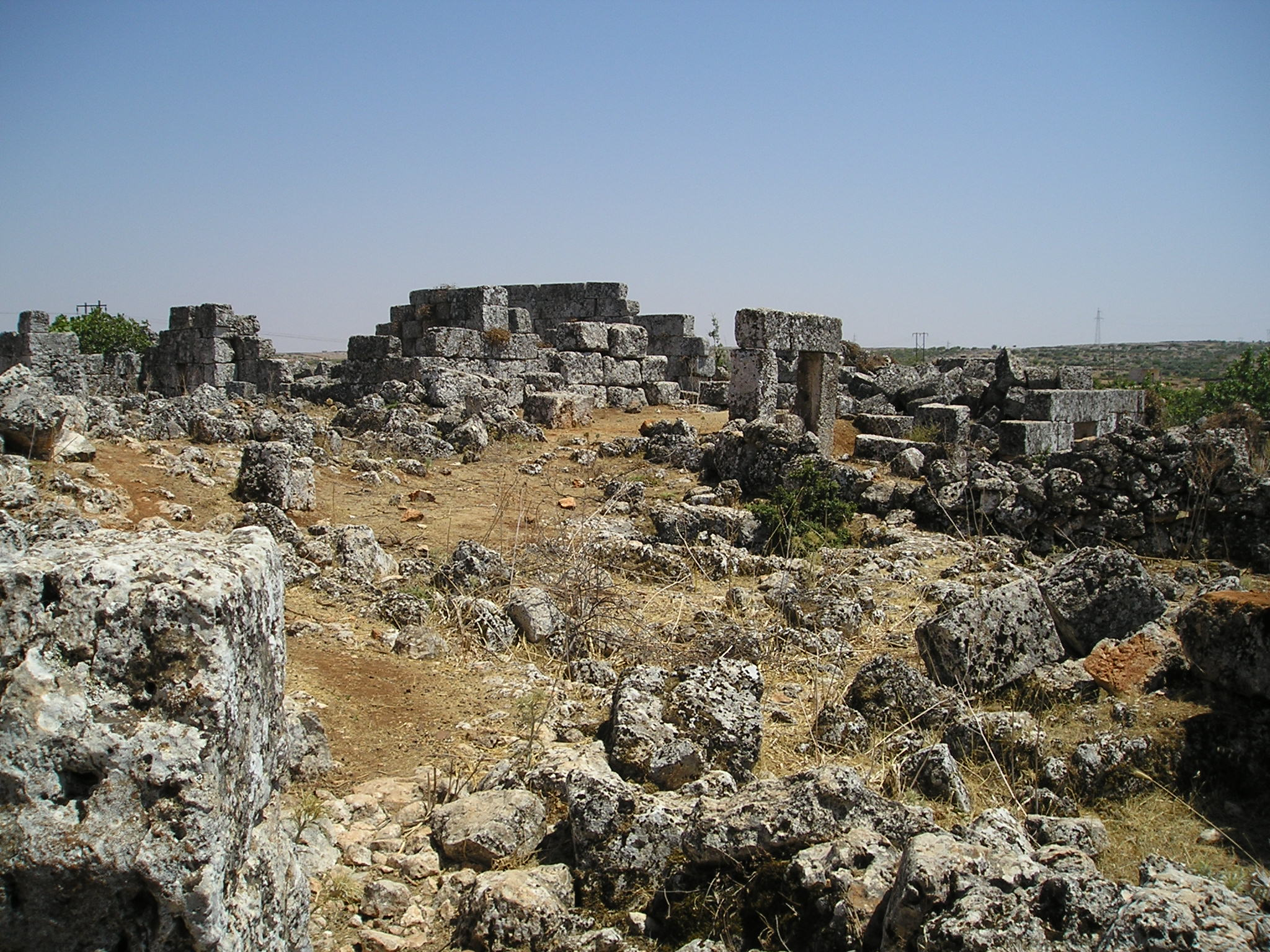
Các di tích của Bara
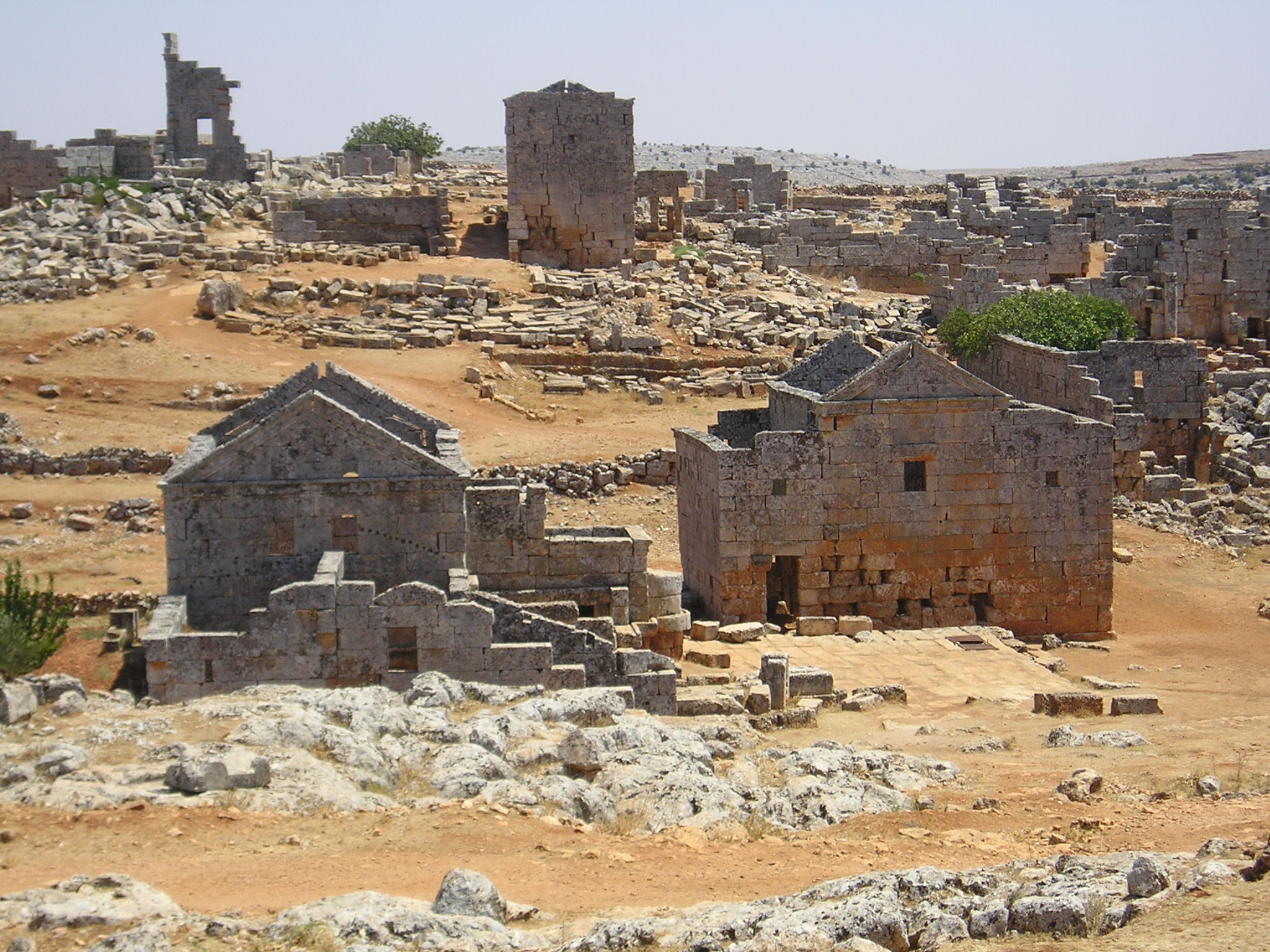
Các di tích của Serjilla
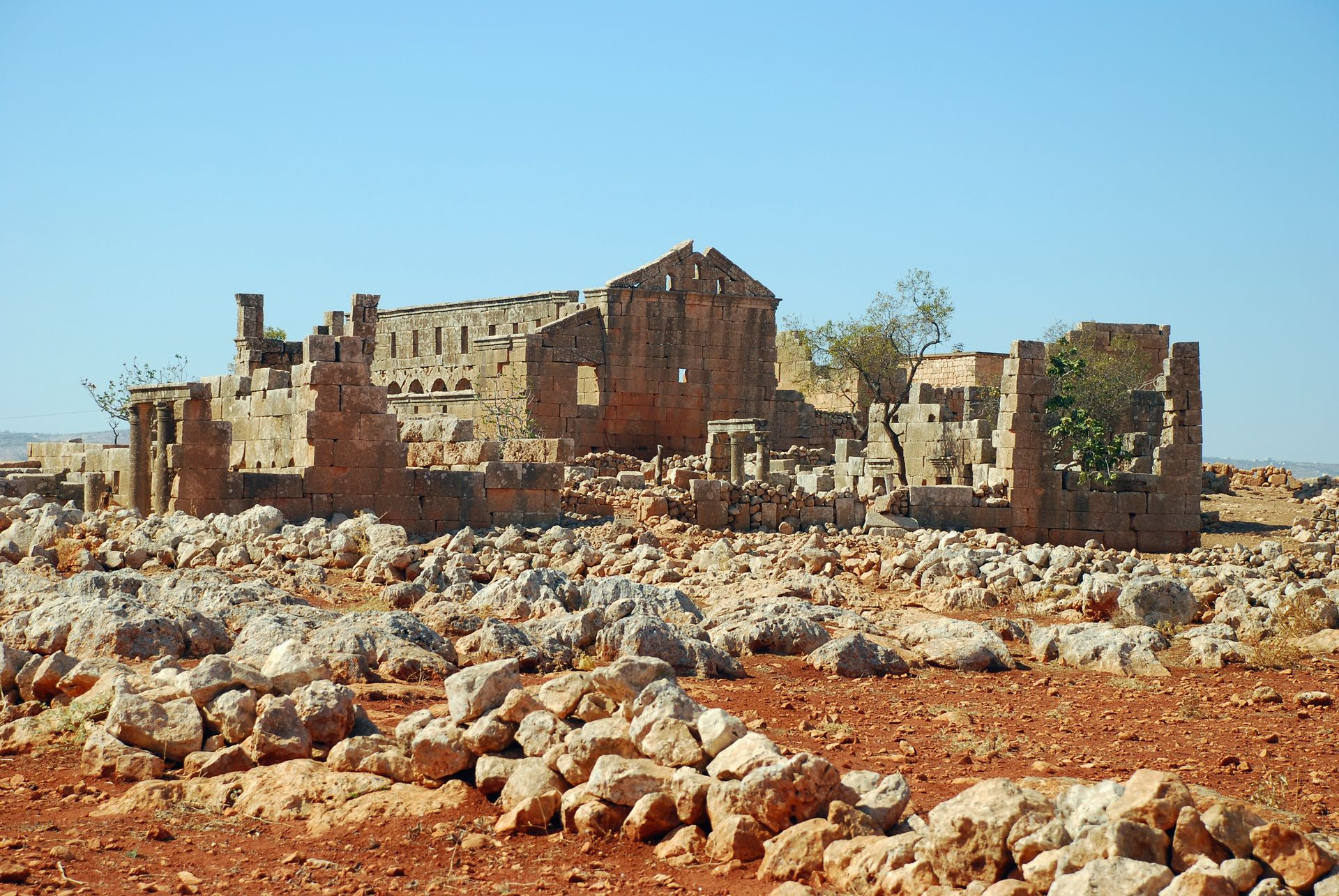
Nhà thờ Ruweiha
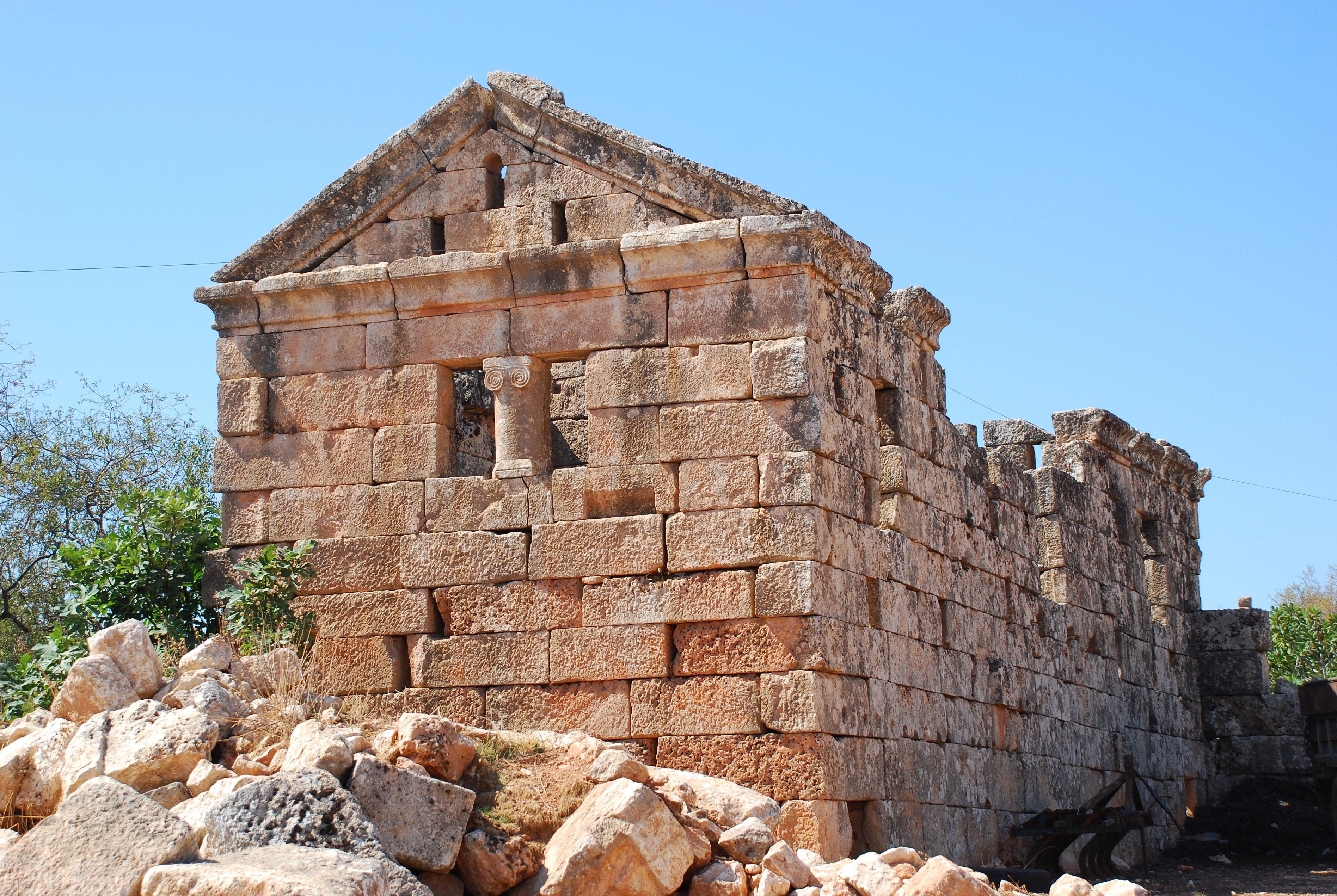
Làng Jerada
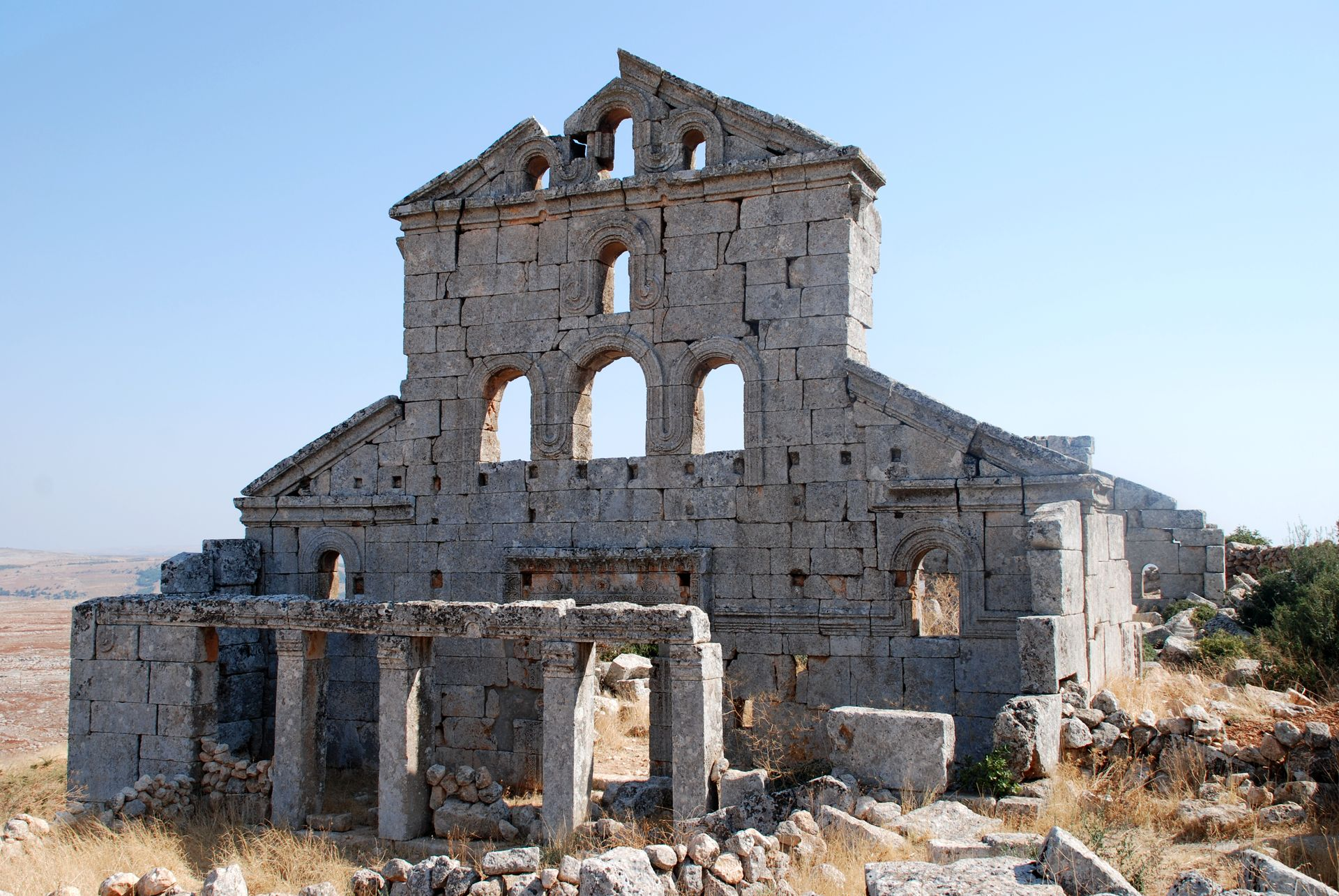
Nhà thờ Baqirha
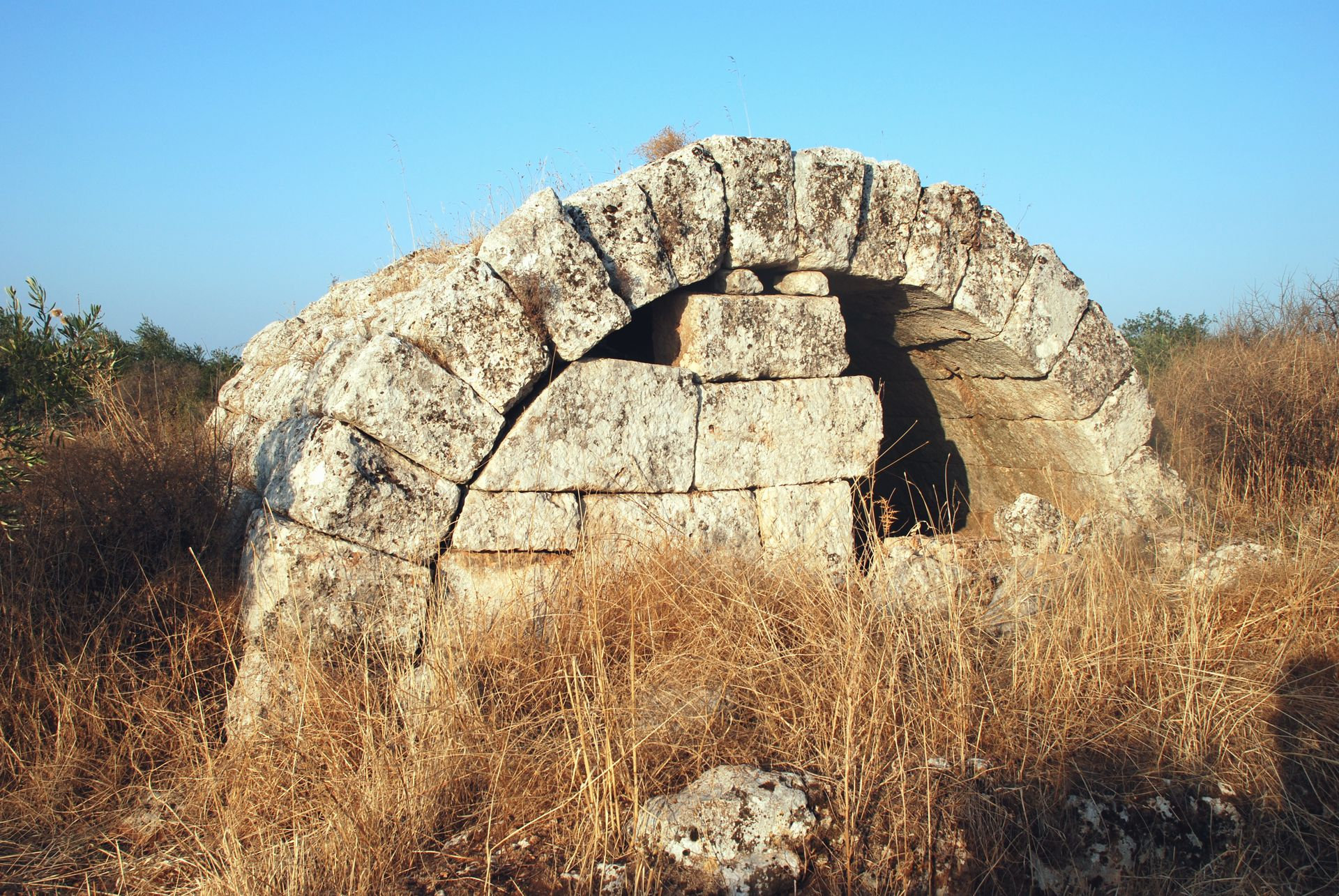
Làng Barisha